# Södertäljekringla

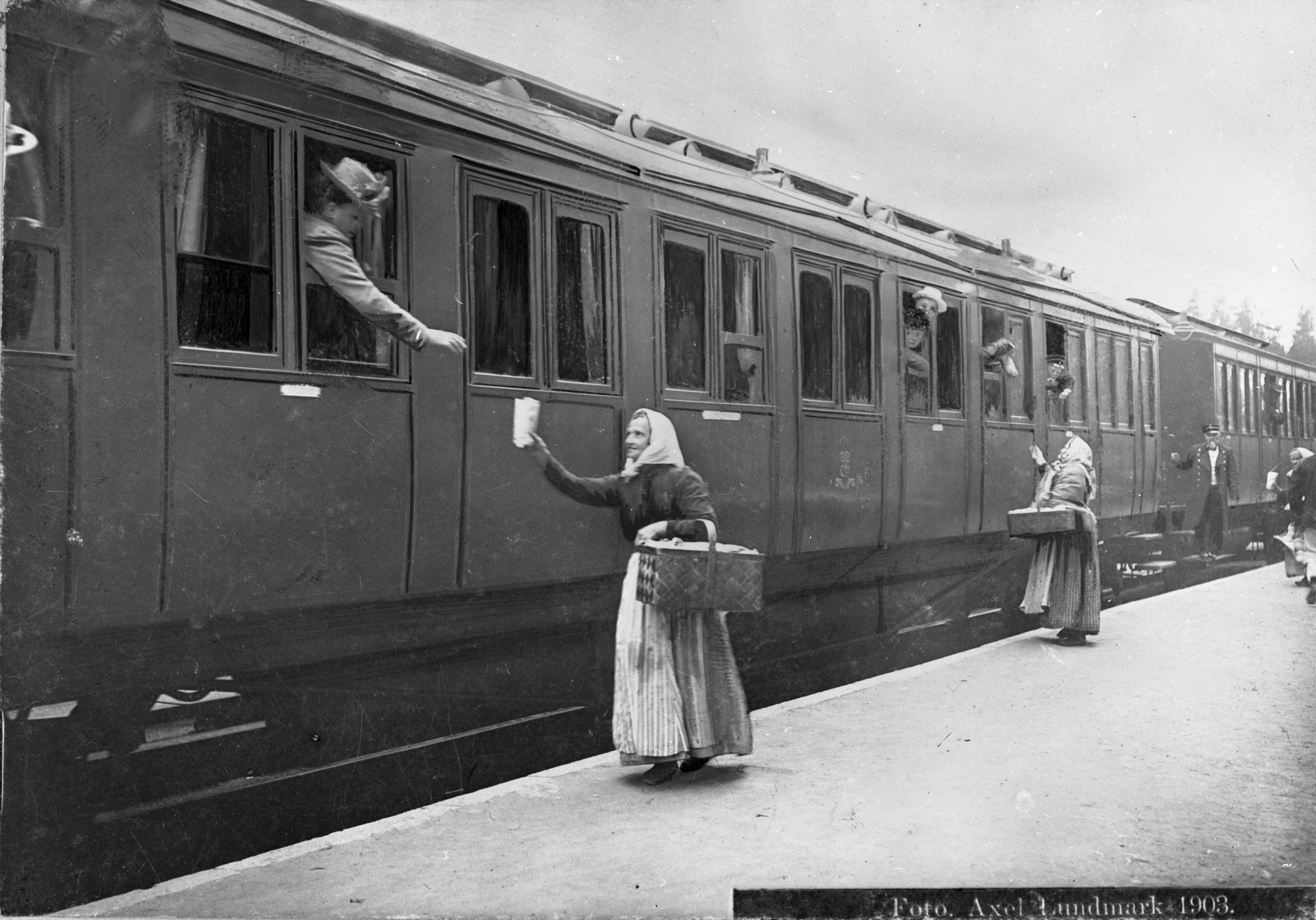
Kringelgummor vid tåg i Södertälje 1903

Södertäljekringlan är ett kaffebröd som kommer från Södertälje i Södermanland.

## Bakgrund
Traditionen att baka och sälja kringlor i Södertälje går tillbaka till 1600-talet. De var ursprungligen större än de kringlor som idag normalt bakas. Den nuvarande storleken och trekantiga formen utvecklades under 1700-talet.
Kringlorna bakades ofta hemma i privata kök. Försäljningen sköttes därefter normalt av professionella äldre kvinnor, vilka benämndes kringelgummor.
Turister och genomresande var den främsta målgruppen för kringelgummorna. Ursprungligen skedde försäljningen vid gästgivargården, sedan till passagerare på Södertälje kanal, och därefter på stadens järnvägsstationer. Fenomenet beskrevs bland annat i Svenska Familj-Journalen år 1881.
Södertäljekringlor hade sin absoluta storhetstid då staden var en populär badort, alltså omkring början på 1800-talet och framåt.
Försäljningen av kringlor, kakor och kex var på den här tiden mycket viktig för staden. År 1837 var hela 26 kringelförsäljare skatteskrivna i Södertälje. Kringelgummornas försäljningsmetoder blev dock sedermera så aggressiva att de 1837 förbjöds att sälja på stadens gator. Detta medförde att stora delar av försäljningen flyttade ut till stadens järnvägsstation Södertelge öfre, och senare även Södertälje södra. Försäljningen på södra station höll i sig fram till 1950-talet.
Idag har Södertäljekringlan fått mer av en traditionell innebörd, och säljs bland annat på Torekällberget samt några av stadens bagerier.

## Beskrivning ur Svenska Familj-Journalen
När journalisten Herman Söderberg gjorde en serie reportage om Södertälje för Svenska Familj-Journalen år 1881 beskrev han kommersen på följande sätt:
Liksom den till någon af söderhafsöarna ankommande seglaren, vid första stegen i land, plägar omringas af en skara infödingar eller som fordom den vilsne riddaren i ödemarken omsvärmades af nejdens lockande sirener, ser du dig här i ett nu omgifven af en skara af stadens fagra döttrar - alla med korgar i händerna. Men låt dig ej af detta sistnämnda omen - korgarna - af-skräckas, ty de sköna fria allesammans till dig - eller, rättare sagdt, till din kassa.
”Köp mina goda kringlor, bäste herre!” ljuder det omkring dig från höger till venster
Åh!  Telgekringlor! -Hvad kostar påsen?
Tjugofem öre, herre lilla!
Än den der?
Allt för tjugofem öre, herre lilla!
Tjuserskor!   Vi ta' edra påsar!

## Galleri

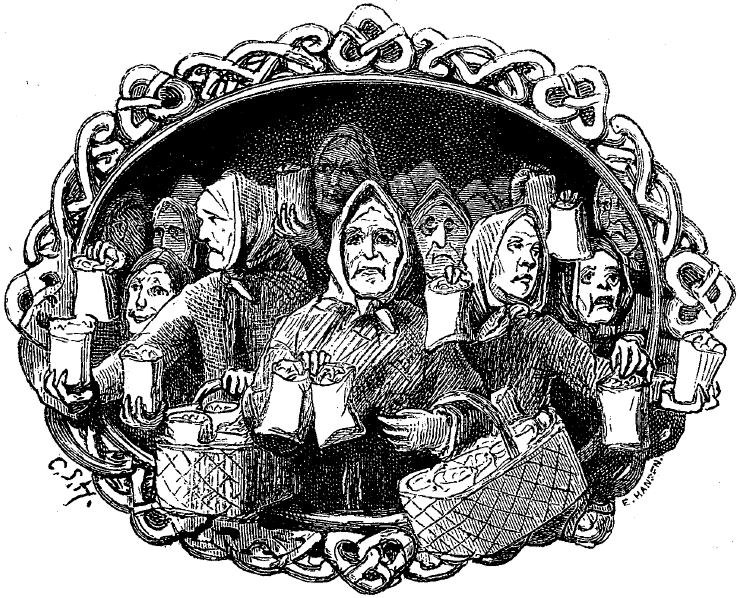
Kringelgummor, ritad av C.S Hallbäck för Svenska Familj-Journalen år 1881
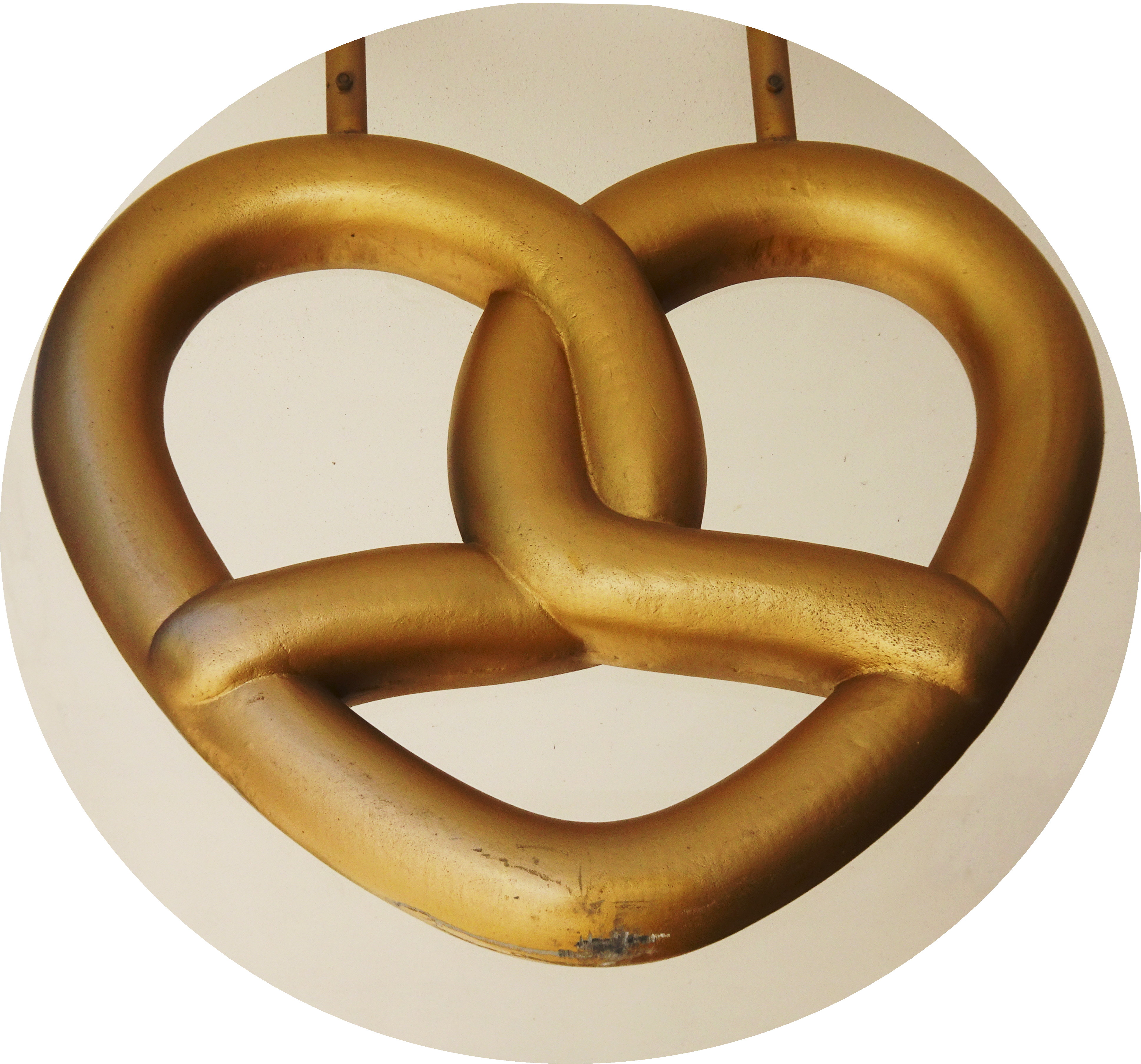
Kringla utanför Varuhuset Kringlan i Södertälje
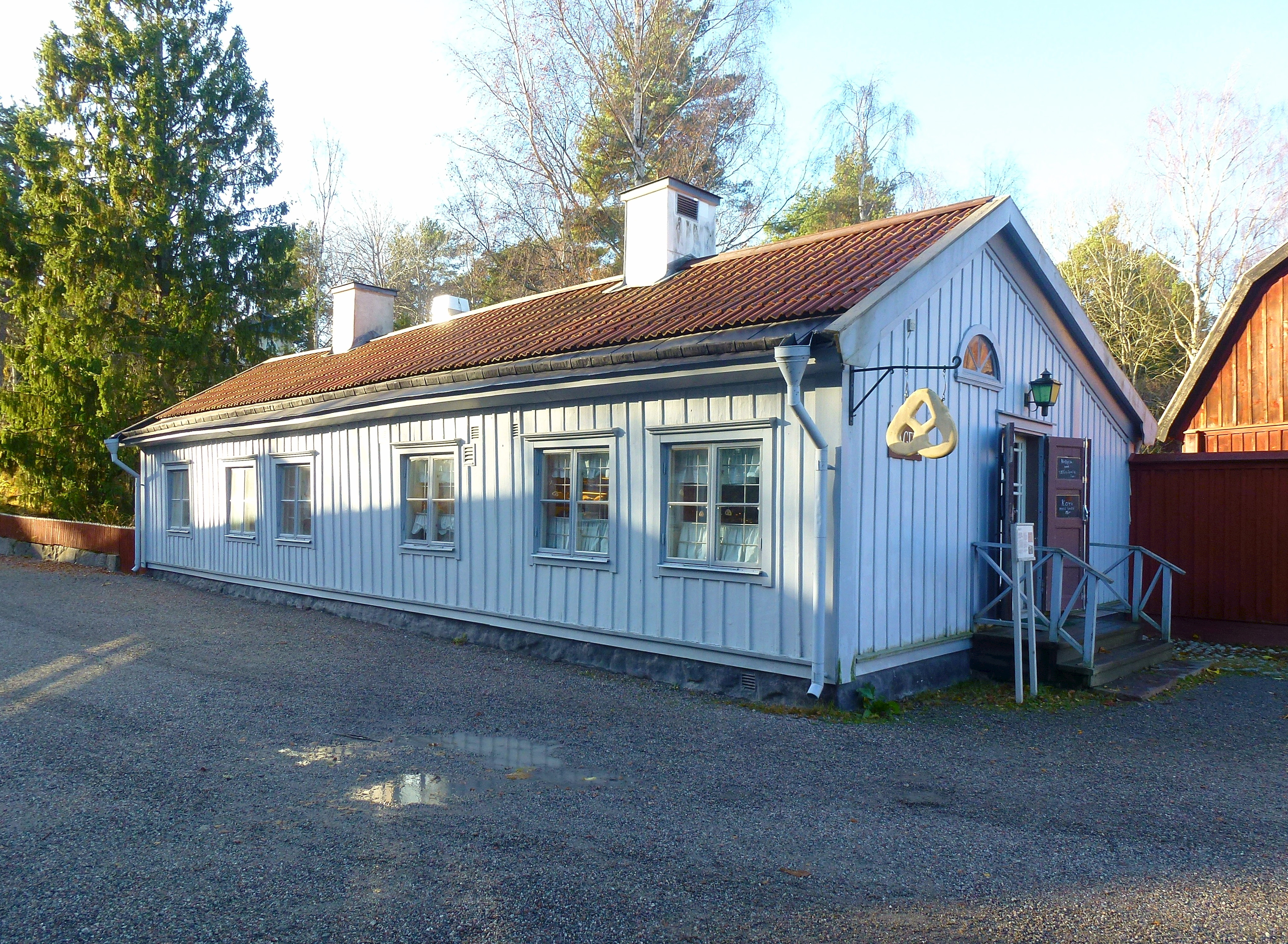
Södertäljekringla utanför bageriet (Wallinska gården) på Torekällberget
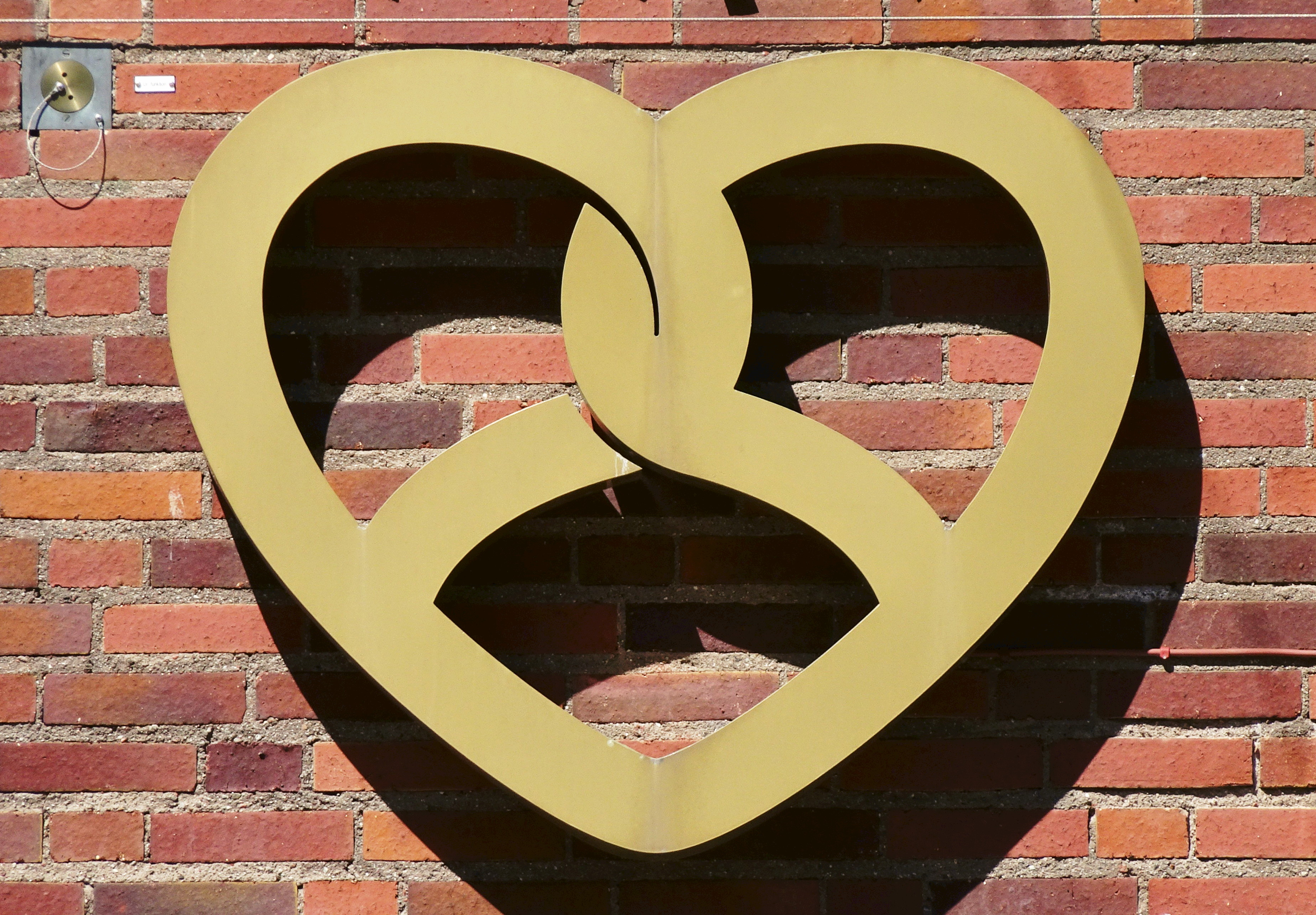
Fasad med Södertäljekringla på Varuhuset Kringlan